# 天津栄鋼籃球倶楽部
天津栄鋼籃球倶楽部（天津荣钢篮球俱乐部、英：Tianjin Ronggang Basketball Club）は、中華人民共和国・天津市を本拠地とするプロバスケットボールチームである。中国プロバスケットボールリーグ（CBA）所属。
2019年より天津栄鋼先行者隊（天津荣钢先行者队）とも名乗っており、日本語での表記も、従来の「天津ゴールデンライオンズ」から「天津パイオニア」に変更されて記載されることもある。

## 歴史
1895年に、バスケットボールがYMCAによって中国に持ち込まれ、中国で初めてバスケットボールが行われたのが天津であった。1959年に前身の天津籃球隊が結成された。
1998年に天津籃球隊が天津和平海湾籃球倶楽部（天津和平海湾篮球俱乐部）に改組された。2001年には乙級に降格したが、2002年にNBLに再昇級。
2006年より天津栄程鋼鉄グループ（天津荣程钢铁集团、現栄程グループ）が協賛し、天津栄鋼籃球倶楽部（天津荣钢篮球俱乐部）が正式に発足。2008年よりCBAに参戦。
2019年5月よりチーム名とロゴを変更し、天津栄鋼先行者隊（天津荣钢先行者队、Tianjin Pioneers）と改称した。「先行者」は天津が1895年に中国でバスケットボール初めて行なわれたとの故事による。法人名としては天津栄鋼籃球倶楽部のままである。

## 主な所属選手
- 林庭謙
- マルコ・トドロヴィッチ